# ジュリアス・ロング
ジュリアス・ロング（Julius Long, 1977年5月28日 - ）は、アメリカ合衆国の男性プロボクサー。K-1ハワイ大会にも出場した。身長は216 cmで、「タワーリング・インフェルノ」(Towering Inferno) の愛称を持つ。
兄は元NBAプレーヤーのグラント・ロングで、従兄はテリー・ミルズ、叔父はジョン・ロングというバスケットボール一家に育った。

## 経歴

### プロボクシング
2001年1月17日にプロデビュー。2006年4月28日、後に世界ボクシング評議会 (WBC) 世界ヘビー級チャンピオンになるサミュエル・ピーターに1RKO負け。
2007年12月23日、アテネオリンピック金メダリストのオドラニエル・ソリスに8R判定負け。
2008年10月11日、ドイツ・ベルリンのO2ワールドでアレクサンダー・ウスティノフと対戦し、1RKO負け。

### K-1
2007年4月28日、ボクシング10戦全勝のヤン・ノルキヤと対戦するもローキックを受け続け2RKO負け。

## 戦績
- プロキックボクシング: 1戦 1敗

| 勝敗 | 対戦相手                       | 試合結果                                  | 大会名                                       | 開催年月日    |
| ×    | ヤン"ザ・ジャイアント"ノルキヤ | 2R 1:56 KO（左ローキック、2ノックダウン） | K-1 WORLD GP 2007 in HAWAII 【USA GP 1回戦】 | 2007年4月28日 |